# M - Il figlio del secolo (miniserie televisiva)
M - Il figlio del secolo è una miniserie televisiva italo-francese diretta da Joe Wright e scritta da Stefano Bises e Davide Serino tratta dall'omonimo romanzo del 2018 di Antonio Scurati, basato sulla vita di Benito Mussolini.
La miniserie è andata in onda dal 10 al 31 gennaio 2025 su Sky Atlantic.

## Trama
La serie narra la storia dell'ascesa al potere di Benito Mussolini, dalla fondazione dei Fasci italiani di combattimento del marzo 1919 al discorso in Parlamento del 3 gennaio 1925.

## Personaggi e interpreti

### Personaggi principali
- Benito Mussolini, interpretato da Luca Marinelli.
Giornalista trentacinquenne e direttore de Il Popolo d'Italia che fonda i Fasci italiani di combattimento dando inizio, nel 1919, al fascismo.
- Cesare "Cesarino" Rossi, interpretato da Francesco Russo.
Giornalista, sindacalista e confidente di Mussolini, fondano insieme il quotidiano Il Popolo d'Italia.
- Margherita Sarfatti, interpretata da Barbara Chichiarelli.
Ricca ereditiera veneziana, ebrea, coltissima, collezionista e brillante critica d'arte, è l'amante e musa di Mussolini.
- Donna Rachele Guidi Mussolini, interpretata da Benedetta Cimatti.
Moglie di Benito, proveniente da una famiglia di umili origini.
- Guglielmo Pecori Giraldi, il Generale, interpretato da Claudio Bigagli.
Generale della polizia militare che arresta Mussolini per aver sorvolato su Fiume.
- Roberto Farinacci, interpretato da Gabriele Falsetta.
Ras di Cremona.
- Amerigo Dumini, interpretato da Federico Majorana.
Nato negli Stati Uniti, durante la Grande guerra ha fatto parte degli Arditi, in seguito partecipa ai Fasci di combattimento e diventa uno squadrista. Fu l'autore del sequestro e dell'omicidio del deputato socialista Giacomo Matteotti, avvenuto nel 1924.
- Albino Volpi, interpretato da Federico Mainardi.
Volontario nei Caimani del Piave nella Grande guerra e squadrista.
- Gabriele D'Annunzio, interpretato da Paolo Pierobon.
Poeta, edonista, asso dei cieli, eroe di guerra e reggente di Fiume.
- Cesare Forni, interpretato da Daniele Trombetti.
Eroe di guerra, squadrista e ras della provincia di Pavia.
- Bianca Ceccato, interpretata da Cosima Centurioni.
Nuova segretaria di Mussolini nella redazione del suo quotidiano.
- Italo Balbo, interpretato da Lorenzo Zurzolo.
Ras di Ferrara che introduce l'uso della camicia nera, l'olio di ricino e lo stoccafisso dopo il divieto dei manganelli. Partecipa inoltre alla marcia su Roma come uno dei quadrumviri. In seguito viene nominato comandante generale della Milizia Volontaria per la Sicurezza Nazionale.
- Giacomo Matteotti, interpretato da Gaetano Bruno.
Segretario del Partito Socialista Unitario, proveniente da una famiglia benestante.
- Vittorio Emanuele III, interpretato da Vincenzo Nemolato.
Re d'Italia.
- Cesare Maria De Vecchi, interpretato da Gianluca Gobbi.
Ras di Torino e uno dei quadrumviri della marcia su Roma.
- Luigi Facta, interpretato da Alberto Astorri.
Presidente del Consiglio dei ministri, in parlamento da trent'anni.
- Alfredo Lusignoli, prefetto di Milano, interpretato da Roberto De Francesco.
Portavoce di Giolitti, a cui Mussolini si rivolge per lamentarsi dei socialisti e dei salari dei lavoratori.
- Giovanni Giolitti, interpretato da Fulvio Falzarano.
Nuovo Presidente del Consiglio dopo le dimissioni di Nitti.
- Alfredo Rocco, interpretato da Massimo De Lorenzo.
Presidente della Camera dei deputati.
- Dino Grandi, interpretato da Gianmarco Vettori.
Capo dei fasci di combattimento bolognesi.
- Emilio De Bono, interpretato da Maurizio Lombardi.
Membro del Partito Nazionale Fascista e uno dei quadrumviri della marcia su Roma. Successivamente assume il ruolo di capo della polizia.
- Velia Titta Matteotti, interpretata da Elena Lietti.
Moglie di Giacomo, poetessa e madre di Giancarlo, Gianmatteo e Isabella.

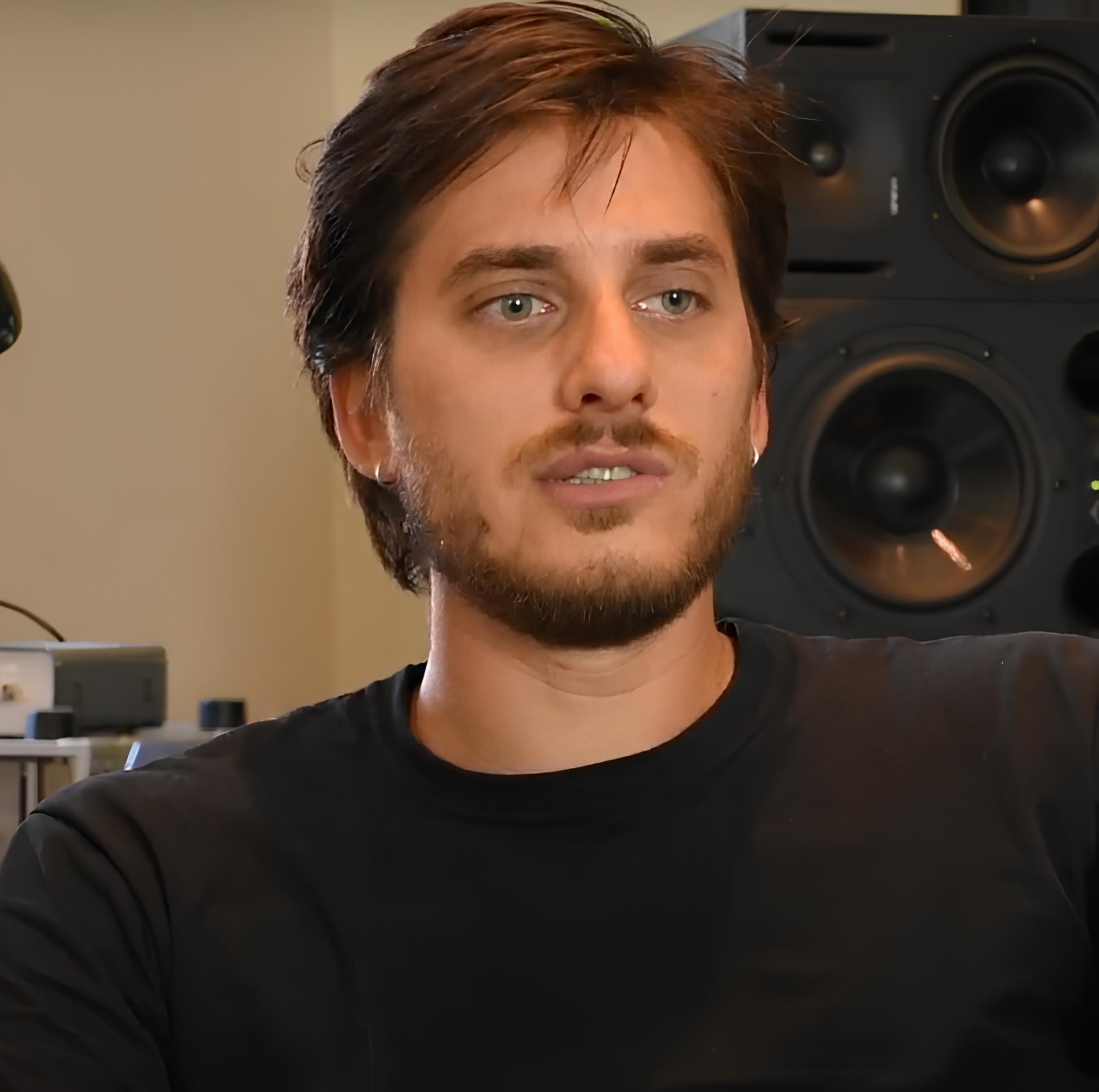
Luca Marinelli
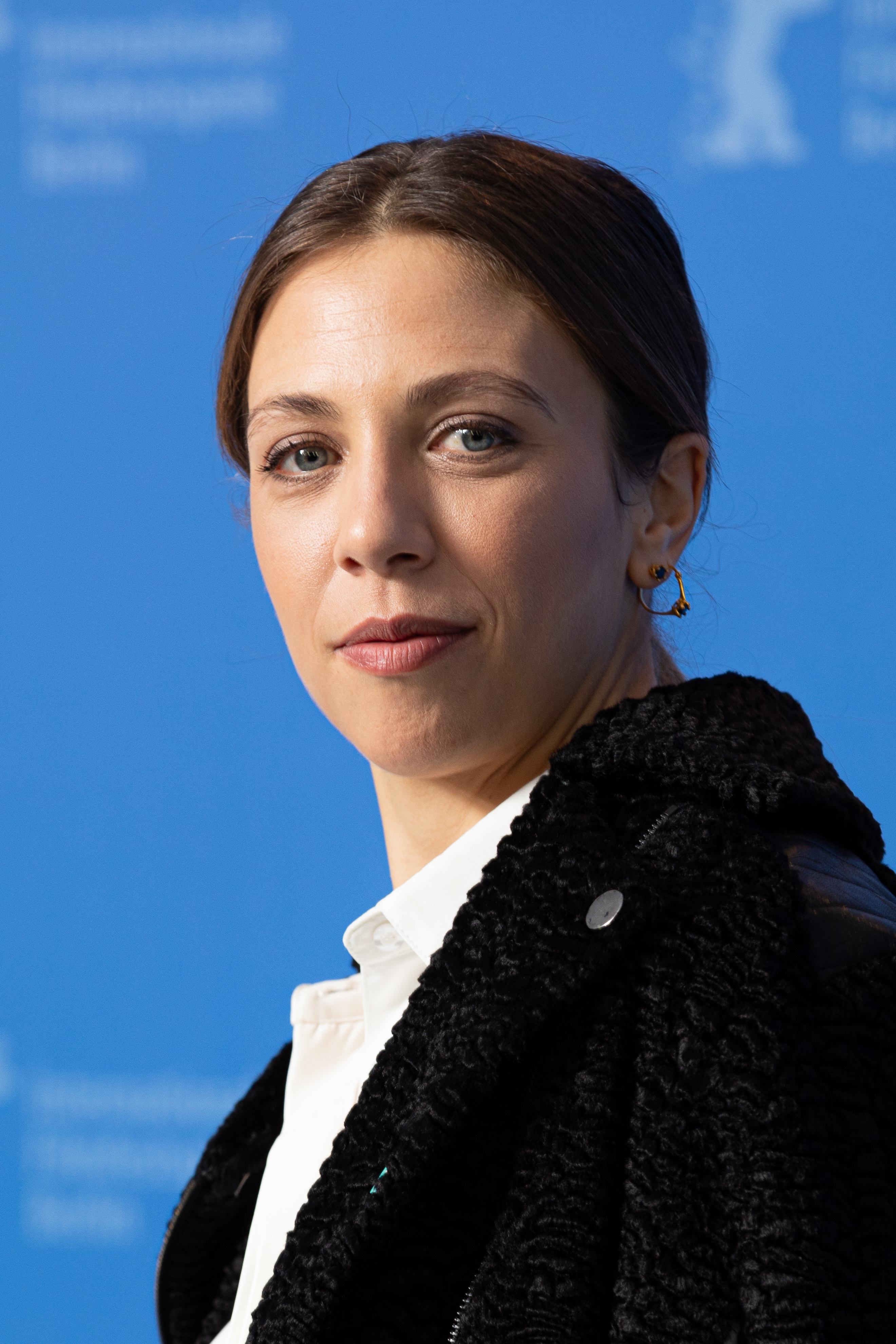
Barbara Chichiarelli
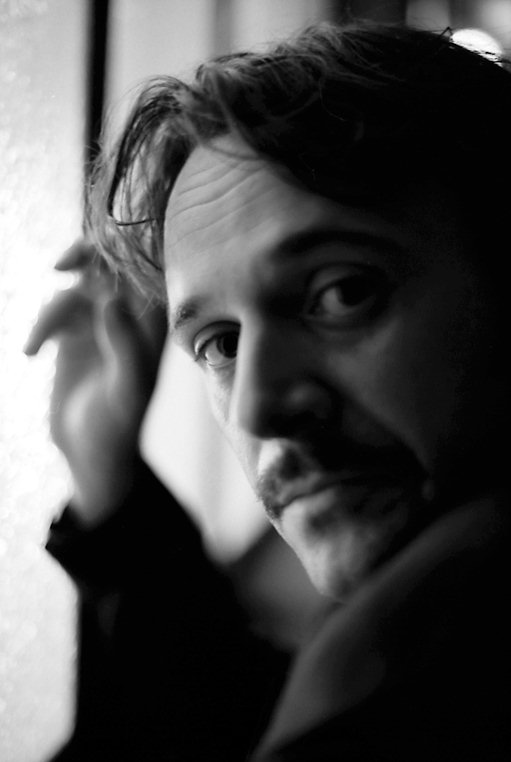
Paolo Pierobon
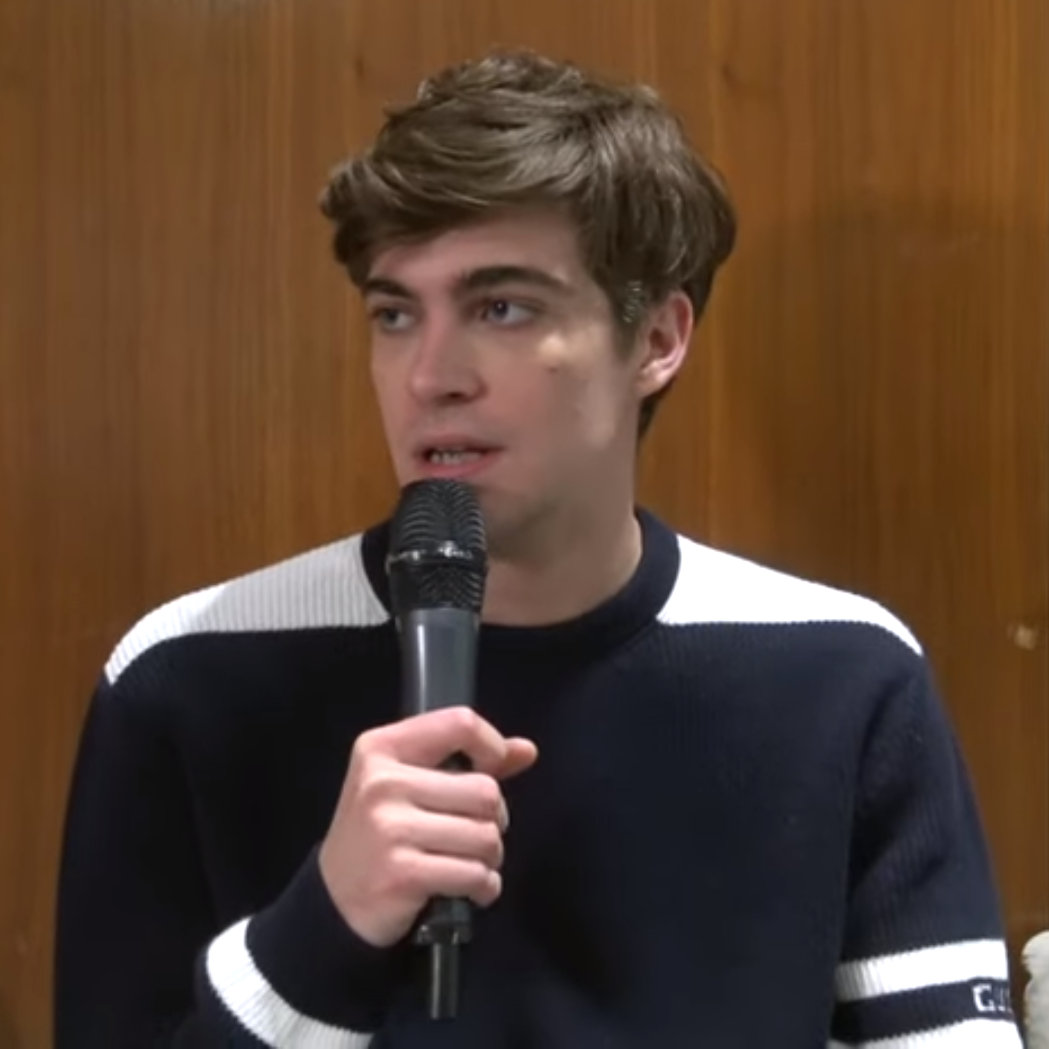
Lorenzo Zurzolo
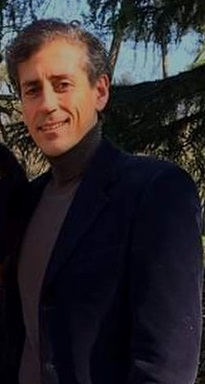
Gaetano Bruno
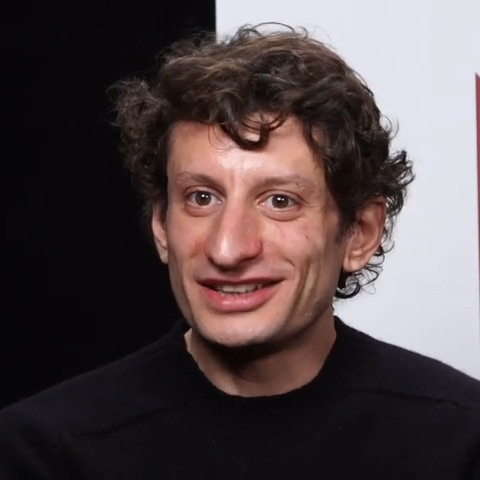
Vincenzo Nemolato
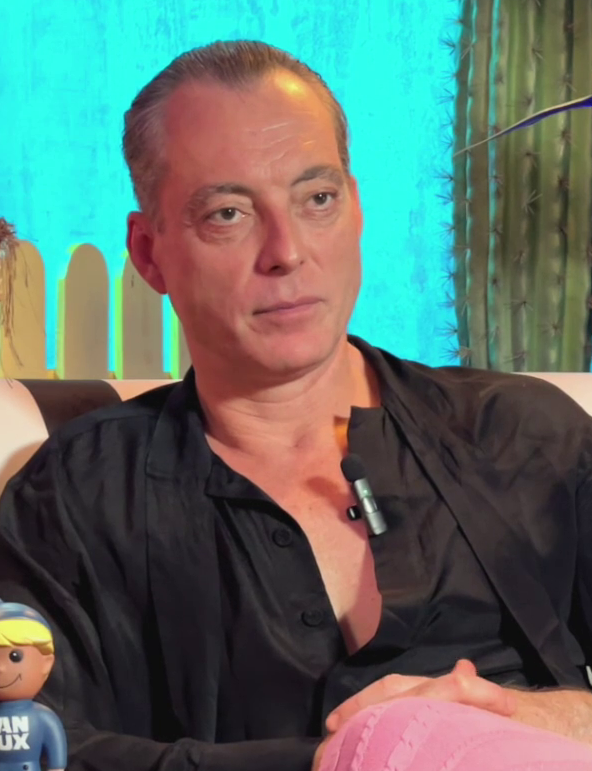
Maurizio Lombardi

### Personaggi secondari
- Edda Mussolini, interpretata da Matilde Potenza.
Primogenita di Rachele e Benito.
- Bruno Mussolini, interpretato da Gioele Baldini.
Terzogenito di Rachele e Benito.
- Vittorio Mussolini, interpretato da Lorenzo Angelis.
Secondogenito di Rachele e Benito.
- Regina Elena, interpretata da Giorgia Sinicorni.
Moglie di re Vittorio Emanuele e regina consorte.
- Quinto Navarra, interpretato da Mauro Leuce.
Servitore di Mussolini.

### Guest star
- Harukichi Shimoi, interpretato da Taiyo Yamanouchi.
Poeta e gionarlista, presentato come assistente di Gabriele D'Annunzio.
- Filippo Tommaso Marinetti, interpretato da Stefano Cenci.
Poeta e scrittore, fondatore del futurismo.
- Francesco Saverio Nitti, interpretato da Luigi Fiorentino.
Presidente del Consiglio dei ministri del Regno d'Italia.
- Spartaco Lavagnini, interpretato da Cristian Marchetti.
Sindacalista e giornalista, assassinato nella sede del Sindacato Ferrovieri Italiani dagli squadristi.
- Ida Dalser, interpretata da Jessica Piccolo Valerani.
Una delle prime amanti di Benito Mussolini da cui ha avuto un figlio Benito Albino Dalser. Viene internata in manicomio in quanto non rassegnata al ruolo di ex moglie.
- Don Luigi Sturzo, interpretato da Paolo Macedonio.
Sacerdote e fondatore del Partito Popolare Italiano, costretto a dimettersi da segretario del partito a causa di Mussolini.
- Amleto Poveromo, interpretato da Giovanni Alfieri.
Uno degli squadristi che partecipa al rapimento e all'uccisione di Giacomo Matteotti.
- Augusto Malacria, interpretato da Amedeo Gullà.
Uno degli squadristi che partecipa al rapimento e all'uccisione di Giacomo Matteotti.
- Giuseppe Viola, interpretato da Michele Ferrantino.
Uno degli squadristi che partecipa al rapimento e all'uccisione di Giacomo Matteotti.

## Produzione
Il regista Joe Wright ha incontrato il produttore Lorenzo Mieli mentre promuoveva il suo film Cyrano nel 2021. Mieli ha chiesto a Wright se volesse dirigere una serie su Mussolini e Wright «ha immediatamente accettato». Mieli ha dichiarato che Wright è stato scelto perché poteva apportare una prospettiva esterna alla storia di Mussolini. Parlando della serie, Wright ha asserito: «Sono stato molto attento a raccontare la verità senza essere didattico, ho cercato di capire senza simpatizzare, mantenendo una distanza critica... Mussolini era affascinante, ha sedotto una nazione e molte altre. Se non avessi mostrato quel fascino, la gente avrebbe potuto pensare che tutti gli italiani fossero idioti. Quell'equilibrio era la mia preoccupazione principale… A livello più personale è una serie sulla mascolinità tossica, che non è qualcosa di diverso da noi, ce l'abbiamo dentro di noi».
Sky Studios ha commissionato la miniserie nell'aprile 2022. Alla Festa del Cinema di Roma 2022 è stato annunciato che Wright avrebbe diretto la serie con Luca Marinelli che interpreta Benito Mussolini. Marinelli è stata la prima scelta di Mieli per il ruolo di Mussolini. Marinelli si è rasato la testa ed è aumentato di 20 kg per il ruolo e ha anche dovuto passare due ore al trucco e l'acconciatura ogni giorno durante le riprese. Wright ha definito Marinelli «l'attore più naturalmente dotato che abbia mai incontrato» insieme a Gary Oldman.

### Sceneggiatura
Stefano Bises e Davide Serino hanno scritto la sceneggiatura della miniserie, con la collaborazione di Antonio Scurati per il soggetto di puntata. La visione di Wright per la miniserie era a un «incrocio tra L'uomo con la macchina da presa di Dziga Vertov, Scarface e la cultura rave degli anni '90».

### Riprese
La miniserie è stata girata per un periodo di sei mesi a partire da novembre 2022. Le riprese si sono svolte principalmente a Roma negli studi di Cinecittà. Altri luoghi includono il Palazzo Reale e il Teatro di San Carlo a Napoli, il teatro romano di Capo Miseno (Bacoli) così come Trieste, Aquileia, Gorizia e Ruda in Friuli-Venezia Giulia.

### Cancellazione
A luglio 2025 Scurati, ospite in occasione del Giffoni Film Festival, annuncia che la serie non avrà una seconda stagione e che sia stata cancellata per motivi di censura; successivamente i produttori smentiscono questa ipotesi dichiarando che le ragioni della cancellazione sono da attribuirsi ai costi troppo elevati, mentre Marco Travaglio ha invece sostenuto che la serie sia stata interrotta perché "semplicemente lo straordinario successo che millanta Scurati in realtà lo ha visto solo lui" e che dunque in realtà le motivazioni risiederebbero in una scarsa accoglienza del prodotto.
In merito alla seconda stagione non erano mai state fatte comunicazioni ufficiali. In un'intervista a Il Post i due sceneggiatori Bises e Serino ritenevano meno interessanti le vicende del secondo romanzo M. L'uomo della provvidenza che copre il periodo 1925-1932, preferendo il terzo volume M. Gli ultimi giorni dell'Europa che si apre nel 1938 con il viaggio di Hitler in Italia. 

## Colonna sonora
La colonna sonora è composta da Tom Rowlands, del duo britannico di musica elettronica The Chemical Brothers. Wright ha scelto Rowlands in quanto non voleva un «noioso biopic in costume» e ha dichiarato che le sue tracce hanno aiutato la miniserie a mantenere il suo ritmo, la velocità e l'energia.

## Promozione
Il primo trailer è stato pubblicato il 2 agosto 2024.

## Distribuzione
La miniserie è stata presentata in anteprima assoluta il 5 settembre 2024 durante l'81ª Mostra internazionale d'arte cinematografica di Venezia ed è stata trasmessa in Italia su Sky Atlantic dal 10 al 31 gennaio 2025. Nel Regno Unito e in Irlanda la miniserie è andata in onda su Sky Atlantic dal 4 febbraio 2025.
Nel maggio 2025 la piattaforma di streaming MUBI ha acquistato i diritti per la distribuzione della miniserie in Nord America, America Latina, Belgio, Lussemburgo, Turchia, India e Nuova Zelanda.

## Accoglienza

### Ascolti
In Italia le prime due puntate in una settimana hanno raccolto più di un milione di telespettatori, con oltre due milioni di contatti nella prima, tra rete televisiva e on demand, piazzandosi tra i primi posti dei debutti di una produzione Sky Original dal 2021 al 2024.

### Critica
La miniserie ha ricevuto recensioni miste dalla critica; Rotten Tomatoes riporta il 100% delle recensioni positive, con un voto medio di 8,80 su 10 basato su 6 valutazioni.
Come il romanzo da cui è tratta, l'opera è stata stroncata da alcuni storici e studiosi per la mole di errori contenuti, la poca accuratezza storica e la narrazione romanzesca non fedele al reale svolgimento dei fatti: Giordano Bruno Guerri afferma di aver trovato "errori, svarioni e forzature ridicole e grossolane non dovute a necessità cinematografiche ma deliberate" fornendo un'immagine di Mussolini che è "parziale e non credibile", "assomigliando ad un'opera storica quanto un cammello assomiglia ad un cavallo" aggiungendo ancora che "la serie presenta una lettura politica di parte, colma di strafalcioni e pregiudizi"; Gianni Oliva afferma "la miniserie tv su Mussolini è una fiction che gioca a travestirsi da documentario, ma colleziona stereotipi scontati, pretende di spiegare tutto senza fare comprendere nulla, offre un'impostazione caricaturale del Duce, di Vittorio Emanuele III, della guerra civile 1919-22"; Diego Fusaro ha dichiarato che "la serie M Il figlio del secolo banalizza il fascismo, riducendolo a fiction moralistica priva di analisi storica, al servizio di un'ideologia neoliberale dominante"; altri ne hanno evidenziato il registro satirico e a tratti grottesco.
Stephanie Bunbury di Deadline Hollywood ha scritto che la serie «descrive brillantemente come il male banale si imponga». Ha inoltre aggiunto: «M si attiene ai fatti della vita del grande dittatore, che sono già di per sé straordinari, ma li dilata in forme surreali fino a farci sentire in un universo storico parallelo. Lo stile sfacciato di Wright – diverso da qualsiasi cosa abbia fatto prima – deve qualcosa a Fellini, ma molto di più al suo soggetto. Perché Benito Mussolini, tra l'altro, sapeva decisamente come mettere in scena uno spettacolo». Valerio Sammarco di Cinematografo.it ha dato alla serie cinque stelle su cinque e ha scritto: «Vorticosa e pirotecnica, la serie Sky di Joe Wright arriva Fuori Concorso a Venezia81: una performance mostruosa di Luca Marinelli, che rompe la quarta parete per raccontarci l'ascesa del Duce». Anche Mauro Donzelli di Comingsoon.it ha dato alla serie cinque stelle su cinque, definendola «una meraviglia» e «una straordinaria parabola tra l'ebbrezza della violenza e i fantasmi del potere». Paola Casella di MYmovies.it ha dato alla serie quattro stelle su cinque e l'ha definita «una serie intelligente con una sceneggiatura coraggiosa e un cast ispirato» e «un'opera che prende il toro per le corna, affrontando una fetta di storia italiana con grande ampiezza narrativa e immenso sforzo produttivo». Antonio Cuomo di Movieplayer.it ha assegnato alla serie quattro stelle su cinque e ha scritto: «M è un'opera impressionante e importante, per i valori produttivi di cui si avvale e per la costruzione narrativa e visiva di Joe Wright per rendere giustizia sullo schermo al romanzo di Antonio Scurati, da cui trae ispirazione. Buono il lavoro di Luca Marinelli sul personaggio, al centro di un cast che riesce a offrire uno spaccato completo e sfaccettato del momento e delle figure che gli hanno dato vita. Una serie che si evolve nei suoi otto episodi per lasciarci importanti spunti di riflessione e un sottile senso di inquietudine che fatichiamo a scrollarci di dosso. Come sanno fare le grandi storie». Chiara Guida di Cinefilos.it ha dato alla serie tre stelle e mezzo su cinque e ha scritto: «M si candida a essere l'evento televisivo italiano più importante di questa stagione e forse anche di quelle a venire, un prodotto che purtroppo parla anche di contemporaneità e che potrebbe essere accolto anche fuori dai confini nazionali». Marianna Ciarlante di Today ha valutato la serie 8,8 su 10 e ha scritto: «Ogni aspetto di questa serie è vincente, dalla regia alla sceneggiatura, dal cast all'illuminazione, fino alla perfetta colonna sonora dei Chemical Brothers. Futuristica, originale, provocatoria e provocatoria, M. è una serie da non perdere». Elisa Giudici di GameSurf ha valutato la serie 8,5 su 10 e ha scritto: «M. è un ottimo adattamento seriale che capisce immediatamente che l'unico modo per rendere giustizia alla sua fonte letteraria e alla Storia è tradirla fin dall'inizio, dialogando con il pubblico attuale, facendo risuonare le inquietudini contemporanee nella sua narrazione, creandosi un'identità carismatica, talvolta prepotente. Sarà una delle serie cult del 2025». Claudia Catalli di Wired Italia ha definito la serie come «grande, grandissimo cinema». Ha inoltre aggiunto: «A partire dalla regia di Wright, libera, impeccabile e maniacalmente attenta ai dettagli come a restituire le atmosfere, alternando in maniera magistrale finzione a repertorio, dietro un certosino lavoro insieme storico e visionario. Il ritmo è incandescente, e il notevole lavoro di scrittura, partita dal significativo romanzo premio Strega di Antonio Scurati e arrivata all'ottima sceneggiatura di Stefano Bises e Davide Serino, regala passaggi memorabili, senza mai scadere nel retorico e senza dimenticare l'ironia (fondamentale, in un racconto già storicamente tragico, cupo e violento di suo)». Antonella Catena di Style Magazine ha definito la serie «cinema allo stato puro». Gianluigi Simonetti de Il Sole 24 ore definisce M «troppo impegnato a funzionare efficacemente sul piano narrativo, ricorre a mezzi anche spicci: tutto è enfatico e greve e i personaggi sono sbozzati attraverso caratterizzazioni brutali». Rossana Rossanda de Il manifesto afferma che «differentemente da Galli Della Loggia, ho trovato interessante il libro di Antonio Scurati malgrado gli errori nei quali egli è incorso».
Enrico Petrucci di CulturaIdentità afferma che la resa dei personaggi è "macchiettistica e stereotipata", "derubricando i protagonisti e rinunciando volutamente a qualunque comprensione del fenomeno storico del fascismo e dei suoi precursori" mostrando unicamente "violenza parossistica che travalica volentieri il genere dello sceneggiato televisivo per sfociare nel gore". Luca Beatrice di Libero afferma che il Mussolini di Marinelli è  "ipertrofico e selvaggio con facce grottesche e deliri linguistici". Francesco Anfossi di Famiglia Cristiana afferma che la serie non è "un film antifascista nel senso politico o propagandistico. È quasi un “graphic novel” in cui la maschera del Duce rivive come un personaggio grottesco, turpe, caricaturale, in bilico tra la farsa e il terrore, a tratti perfino comico ". Antonio Peragine di Corriere Lucania afferma che "non si ha idea di dove finisca la fantasia e inizi la storia".  Emanuela Martini di Cineforum.it afferma che "la regia è estrema, barocca, ridondante, quasi incurante di eccessi, discrepanze (che, anzi, ricerca), dilemmi critici e storici". Alessandra De Luca di Avvenire afferma che "Mussolini è uno straordinario Marinelli, trascinante e ipercontemporanea la regia di Joe Wright", aggiungendo che "Luca Marinelli nei panni del Duce, che nella messa in scena del regista guarda negli occhi lo spettatore, lo corteggia, lo seduce, lo inganna, lo tradisce, lo spaventa, lo minaccia chiedendogli appoggio e complicità finché i propri crimini non diventano talmente evidenti e oscuri da rendere impossibile qualunque intimità".

## Inesattezze storiche
- Nella serie Margherita Sarfatti afferma che nel 1912 aveva respinto il corteggiamento da parte di Gabriele D'Annunzio, ma in realtà ciò è smentito dall'esistenza di un carteggio tra i due dove non c'è traccia di tale intimità.[33][56]
- Filippo Tommaso Marinetti era presente sia alla fondazione dei fasci il 23 marzo 1919 sia all'assalto all’Avanti! il 15 aprile successivo (di cui fu uno dei comandanti dell'assalto), eventi narrati nel primo episodio, ma viene introdotto solo nel secondo episodio nel salotto di Margherita Sarfatti.
- Harukichi Shimoi poeta, giornalista e lettore[57] al Regio istituto orientale è mostrato nella serie come segretario particolare e attendente di D'Annunzio, presente in tutte le fasi dell'Impresa di Fiume. In realtà Shimoi raggiunge Fiume solo nel marzo 1920[58] per ripartire pochi mesi dopo a giugno dopo aver ottenuto la la cattedra di iamatologia presso l'Orientale di Napoli[59]. Disponeva di una divisa da Ardito[60] che indossava in occasioni ufficiali e fu effettivamente "postino"[61] tra D'Annunzio e Mussolini, ma vestiva all'occidentale senza esotismi di sorta[62].
- Nel 1919 viene mostrato il Duce pilotare un aereo ma in realtà Mussolini ottenne la licenza di volo solo nel 1937.[63]
- Dalla serie è espunto  Michele Bianchi uno dei quadrumviri della Marcia su Roma, compaiono solo Balbo, De Bono e De Vecchi.
- Il Duce riceve una lettera firmata da Francesco de Sanctis datata 17 novembre 1922, quando invece lo scrittore è deceduto nel 1883.[64]
- Nella settima puntata ci si limita ad affacciare la questione del passaporto di Matteotti, quando Cesare Rossi – subito dopo le contestazioni alla Camera dei Deputati dell'on. Matteotti – ricorda a Mussolini che al parlamentare non era stato concesso il rinnovo del documento: in realtà il passaporto dell'on. Matteotti venne poi concesso e fu poi consegnato da Amerigo Dumini al segretario di Mussolini, Arturo Fasciolo, la sera dell'omicidio.[65]

## Riconoscimenti
- 2025 – Festival Séries Mania[66]
  - Miglior attore a Luca Marinelli
- 2025 – Nastri d'argento - Grandi Serie[67]
  - Serie dell'anno
  - Icona dell'anno a Luca Marinelli
- 2025 – Italian Global Series Festival[68][69]
  - Miglior attore protagonista in una miniserie a Luca Marinelli
  - Candidatura alla miglior miniserie
  - Candidatura alla miglior attrice protagonista in una miniserie a Barbara Chichiarelli
  - Candidatura alla miglior sceneggiatura in una miniserie a Stefano Bises, Davide Serino e Antonio Scurati